# Sialis de la vase
Sialis lutaria
Espèce
Le sialis de la vase (Sialis lutaria) est une espèce d'insectes de l'ordre des mégaloptères et de la famille des Sialidae.
La larve aquatique (essentiellement benthique) de cette espèce, là et quand elle est présente en grande quantité peut être bioindicatrice d'une forte pollution organique (par des eaux d'égout non épurées par exemple) bien que pouvant aussi être trouvée en grande quantité dans des lacs d'altitude (comme dans le Lac de Port-Bielh par exemple dont les sédiments sont fins et inhabituellement liquides).

## Distribution
Europe et Asie.

## Biologie
Les adultes, longs d'environ 25 mm, volent d'avril à août près de l'eau, se posent dans la végétation des berges.
La larve vit au fond de l'eau ou nage.